# Хайме II (король Арагону)
Хайме II Справедливий (кат. Jaume d'Aragó, араг. Chaime d'Aragón, ісп. Jaime II de Aragón; 10 серпня 1267 — 2 листопада 1327) — король Сицилії у 1285–1296 роках, король Арагону у 1291–1327 роках.

## Біографія

### Король Сицилії

Герба Якова Арагонського, як короля Сицилії

Походив з Барселонської династії. Був другим сином Педро III, короля Арагону, та Констанції Гогенштауфен. У 1285 році наслідував трон Сицилії. Із самого початку змушений був воювати з Карлом II Анжуйським та папами римськими Гонорієм IV, Миколою IV, Целестином V, Боніфацієм VIII. Лише 1302 року було залогоджено питання щодо передачі Сицилії Барселонській династії.
Між тим 1291 року помер брат Хайме — Альфонсо III, король Арагону. Таким чином, Хайме став новим володарем Арагону, Валенсії та Каталонії. Цього ж року він відправив 5 кораблів на поміч Генріху II, королю Кіпру, який на той час захищав Акру.

### Король Арагону
Із самого початку стикнувся із численними зовнішніми загрозами. Продовжувалося протистояння з Карлом II Анжуйським, папами римськими. Водночас спалахнув конфлікт з Хайме II Майоркським за Майорканське королівство. З огляду на складне становище, Хайме II у 1295 році укладає угоду з папою Боніфацієм VIII. Король Арагону відмовився від Сицилійського королівства на користь Карла II Анжуйського та Майорканського королівства на користь Хайме II Майоркського. Навзаєм отримував велику суму коштів і гіпотетичні права на поки ще не підкорене Сардинське королівство. Втім Хайме II Арагонський зобов'язався допомогти Карлу II Анжуйського проти свого брата Фредеріка Арагонського, який не визнав цю угоду й оголосив себе володарем Сицилії. Спочатку дії Хайме II проти брата були успішними. За це він у 1297 році отримав від папи римського право на Сардинію та Корсику. Після цього у 1299 році Хайме II повернувся до Арагону, але залишив собі Монпельє та графство Русильйон.
Сприяв розвитку в країні науки та освіти, відкрив у 1300 році університет у Лериді.
Водночас активно втручався у справи Кастилії. Він підтримував претендента на Кастильський трон Альфонса дела Серда. У 1296 розбив Фернандо IV, короля Кастилії, й захопив провінцію Мурсія. За угодою у 1304 році у Торрельясі Арагон отримував північну частину Мурсії.
У 1309 році разом з Фердинандо IV Кастильським взяв участь у війні проти Гранадського емірату, втім їхні війська не зуміли захопити Гранаду. Водночас каталонський флот зумів захопити і пограбувати Сеуту.
У 1311 році намагався втрутитися у справи Майорки після смерті дядька Хайме II. Проте папі римському вдалося у 1315 році замирити Хайме II Арагонського з його двоюрідним братом Санчо I Майоркським. Останній зобов'язувався допомогти Арагону у майбутньому завоюванні Сардинії та Корсики.
У 1314 році приєднує до Арагону графства Урхель та Пальярс-Собіра.
Під час справи тамплієрів підтримував Папський престол. Втім, небажаючи надмірного посилення у своїй країні ордену госпітальєрів зі згоди папи римського Івана XXII з володінь тамплієрів заснував у 1317 році Орден Монтеси, членами якого стали колишні тамплієри.
У 1323—1324 роках воював із Пізанською республікою за Сардинію та Корсику, утворивши Садинії підвладне собі королівство. Після цього заснував торговельні факторії на Сардинії, Кіпрі, у Константинополі, встановив торговельні стосунки з султанами Єгипту.
Помер 2 листопада 1327 року у Барселоні.

## Родина
1. Дружина — Ізабела (1283—1328) — донька Санчо IV, короля Кастилії. Шлюб розірвано у 1295 році
Діти: не було
2. Дружина — Бланка (1283—1310) — донька Карла II, короля Неаполя
Діти:
- Яків (1296—1334) — лицар Ордену Монтеси
- Альфонс (1299—1336) — король Арагону з 1327 до 1336 року
- Марія (1299—1311) — дружина інфанта Педро Кастильського
- Констанція (1300—1327) — дружина інфанта Хуана Мануеля Кастильського
- Ізабела (1302—1330) — дружина Фрідриха Австрійського
- Хуан (1304—1334) — архієпископ Толедо та Таррагона
- Педро (1305—1381) — граф Рібагорса
- Бланка (1307—1348) — черниця
- Рамон Беренгер (1308—1366) — граф Прадес
- Іоланда (1310—1353) — дружина Филипа, деспота Романії

3. Дружина — Марія (1273—1322), донька Гуго III, короля Кіпру та Єрусалиму
Дітей не було
4. Дружина — Елісенда (1292—1364), донька Педро де Монкада
Дітей не було
5. Діти від коханок:
- Санчо (1287)
- Наполеон (1288—1338)
- Яків (1291—1350) — намісник Кальярі